# Türksat 1B
Türksat 1B est un satellite de télécommunications turc. 